# Limnonectes larvaepartus
Limnonectes larvaepartus là tên khoa học của một loài ếch thuộc chi Limnonectes trong họ Dicroglossidae. Loài ếch này được ghi nhận đặc biệt do nó là loài ếch thụ tinh trong và đẻ ra nòng nọc trực tiếp, không giống như các loài họ hàng, anh em của chúng. Những con ếch sống trong rừng mưa ở đảo Sulawesi, Indonesia, được coi là loài ếch duy nhất trong tự nhiên đẻ trực tiếp ra nòng nọc thay vì trứng.

## Đặc điểm
Về ngoại hình, thân của ếch răng nanh Limnonectes larvaepartus thường có màu xám hoặc nâu với chiều dài khoảng 4 cm, trọng lượng khoảng 5 gram. Chúng thường sống ở suối nhỏ và vũng nước nông ở trong rừng nhiệt đới ở đảo Sulawesi, Indonesia để tránh loài ếch lớn hơn, rắn và các loài chim là những động vật có thể ăn thịt chúng. Khác với những con cái, ếch đực có hai răng nanh để tự vệ hoặc tấn công.Chúng sống dọc theo những dòng suối nhỏ và vũng nước, với mối đe dọa là những con ếch có răng nanh lớn hơn, hay rắn và chim.
Quá trình giao phối của chúng vẫn đang được nghiên cứu. Hầu như tất cả các loài ếch trên thế giới trong tổng số trên 6.455 loài ếch, đều thụ tinh ngoài và giải phóng tinh trùng sau khi ếch cái đẻ trứng. Loài ếch này là một trong 10 hoặc 12 loài đã tiến hóa cơ chế thụ tinh trong với chế độ sinh sản đẻ nòng nọc thay vì đẻ trứng đã thụ tinh hoặc ếch non. Việc sinh sản của hầu hết các loài ếch đều khác biệt hoàn toàn so với con người. Trong trường hợp này, điều thú vị nhất là phương thức sinh sản của chúng có nét giống con người